# ستي

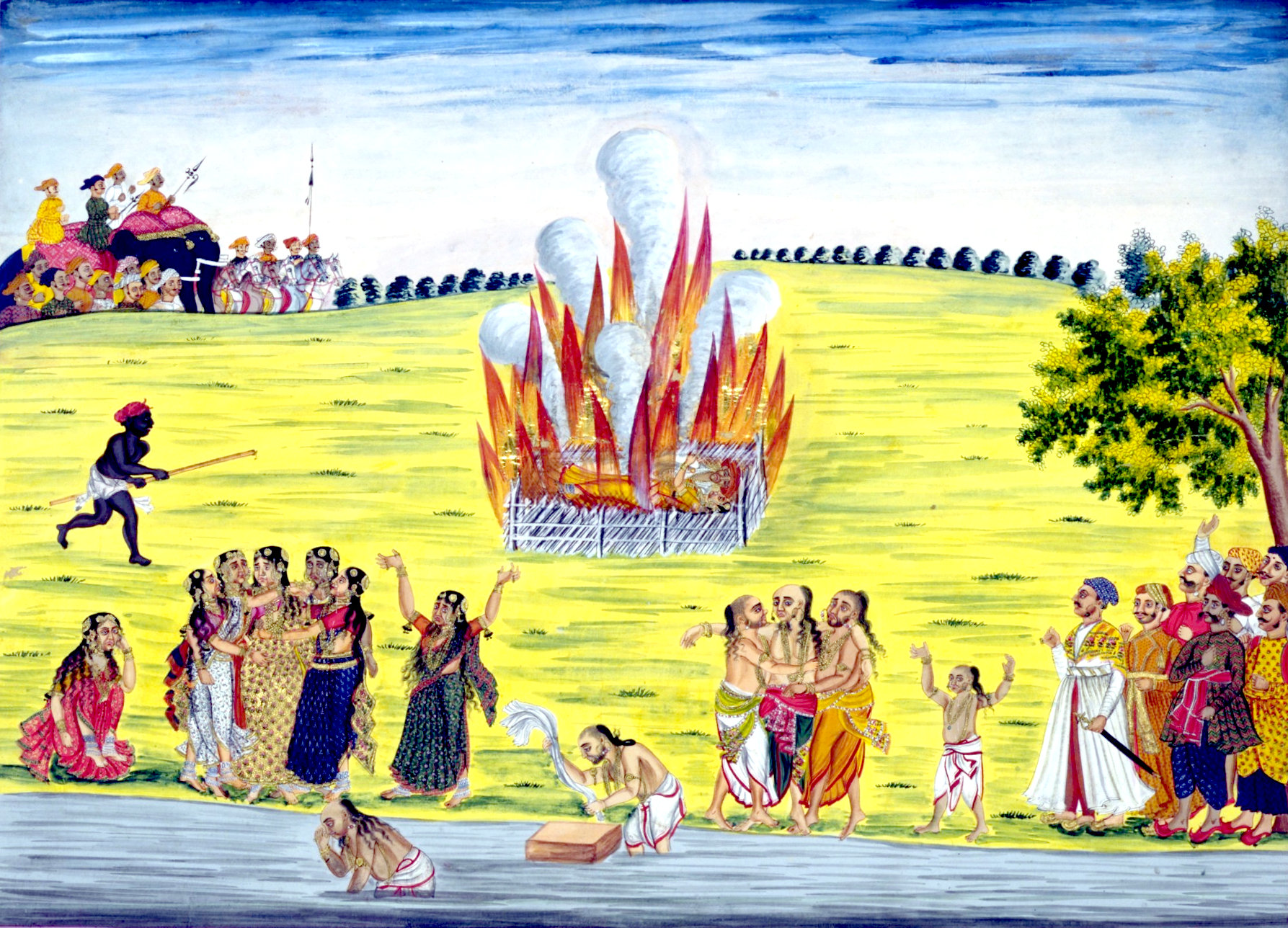
حفل ستي.

السُتي أو سوتي أو ساتي (ديوناكري: सती ‏) هي مؤنث كلمة ست السنسكريتية والتي تعني الحقيقة، وهو طقس ديني عند بعض الهندوسيين، تقوم فيه المتوفى زوجها طوعًا أو كرهًا بحرق نفسها مع جثة زوجها المتوفي. أصبح هذا الطقس نادرًا وغير قانوني منذ عام 1829.
يعود أصل الكلمة لاسم الإلهة الهندوسية ستي والتي أحرقت نفسها، لأنها لم تستطع الصبر على إهانة أبيها داكشا لزوجها شيفا. تستخدم هذه الكلمة للإشارة إلى أن المرأة «امرأة عفيفة». أو امرأة صالحة.

## الأصل

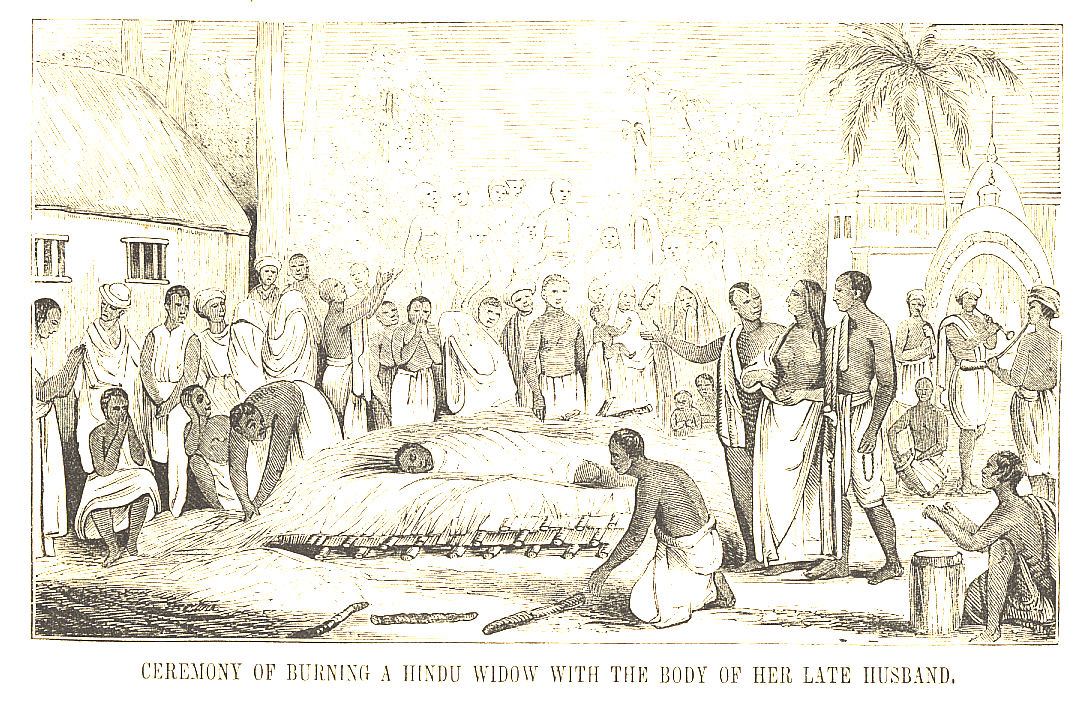
حرق أرملة هندوسية مع جثة زوجها الميت.

لا توجد مصادر موثوقة عن تلك الممارسة قبل عصر إمبراطورية جوبتا قبل عام 400. ورد ذكر قصص عن حرق رجال ونساء لأنفسهم في المهابهارتا وغيرها، لكن الكثير منها أضيفت إلى قصص حقيقية لاحقًا، لذا يصعب تأريخها. لا تعني كلمة ستي في المهابهاراتا «حرق النفس»، بل ينظر لحرق النفس على أنه تعبير شديد عن الحزن بسبب فقد الحبيب. تعود تلك الممارسة لما قبل التأريخ، كما تواجدت في عدة حضارات، فهناك طقس الدفن في السفينة، الذي وصفه ابن فضلان في رسالته، عندما قام الروس بحرق جارية مع سيدها بعد وفاته. كما وصفها مؤرخ إغريقي رافق حملة الأسكندر الأكبر إلى الهند، حيث دوّن ممارسة الستي في مدينة تيكسلا. هناك مثال آخر عن جندي هندي في جيش إيومنيس، تعاهدت زوجتاه على حرق نفسيهما في مراسم حرق جثته في 316 قبل الميلاد. اعتقد الإغريق أن سبب تلك الممارسة، هو وضع حد لتسميم الزوجات لأزواجهن كبار السن.
مورست هذا الطقس في شمال الهند قبل إمبراطورية جوبتا، وكان اسمه أنومارانا ولم يكن شائعًا، كما لم تقتصر على الأرامل، بل شملت انتحار أي شخص مقرب أو مخلص للميت ذكرًا كان أو أنثى في الجنازة، فقد ينتحر أقارب الميت أو خدمه أو أتباعه أو أصحابه، بسبب عهد قطعوه للميت. أما حرق الأرملة لنفسها أي الستي كما يفهم اليوم، فقد انتشر بعد نهاية إمبراطورية جوبتا حوالي عام 500، بعد انحطاط البوذية في الهند، وفتح المسلمون للهند.
ترجع أقدم النقوش الدالة على الستي على شواهد القبور في ساجر، لكن أكبرها في راجاستان. تدعى تلك الشواهد ديفلي أو أحجار ستي، وهي منتشرة في غرب الهند.

## الممارسة

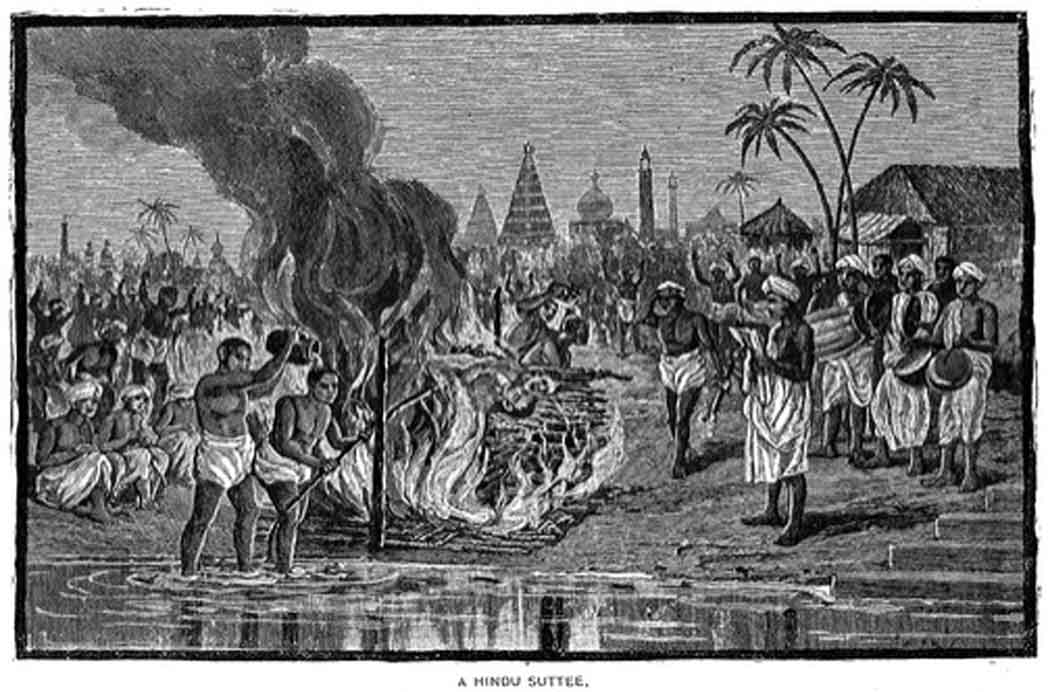
"سوتي هندوسي"

يعرّف ستي حسب القانون الهندي الذي صدر لمنعه عام 1987 على أنه:
| ستي | الحرق أو الدفن حيا لأي أرملة مع جثة زوجها المتوفى أو أي قريب آخر مع أي شيء متعلق به؛ أو أي امرأة مع جثة قريب بغض النظر عن إدعاء أن الحرق أو الدفن بموافقة من الأرملة أو المرأة. | ستي |

يفترض أن الستي كان يمارس اختياريًا، فبحسب الروايات فالكثير من حوادثه كانت اختيارية، ربما كان ذلك يحدث في ذلك المجتمع نتيجة الضغوط الاجتماعية التي قد تصل لدرجة الإجبار. ورغم ذلك كانت هناك حالات ترغب فيها المرأة حرق نفسها، لكن الآخرين كانوا يحاولون منعها. إلا أن هناك عدة وقائع عن نساء أجبرن على الموت، فهناك روايات تصف إجبار المرأة على الجلوس على محرقة النعش قبل إشعالها مع ربطها لمنعها من الهرب، وهناك حالات تعطى فيها المرأة المخدرات، فيما تصف روايات أخرى أن الرجال كانوا يمنعون المرأة من الهرب من النيران بحرباتهم الطويلة.
في العادة، يتم الدفن خلال يوم من الوفاة، مما يجعل القرار حول ستي سريعًا. وإذا مات الزوج في منطقة أخرى، فتحرق الأرملة في وقت لاحق. يُنظر للستي على أنه زواج بين الأرملة وزوجها الميت، فبدلاً من أن تلبس الأرملة لباس الحداد، فإنها تلبس ملابس الزفاف أو أي ملابس جميلة أخرى، كما يرتدي الزوج ملابس الزفاف، وتجرى مراسم الزفاف قبل أن يتم الحرق.
تختلف طقوس الستي، ففي الغالب تستلقي المرأة بجوار جثة زوجها، أو أن تلقي بنفسها في النار، أو أن تجلس النساء على النعش وتحرق نفسها.
هناك نصوص مكتوبة حول هذا الطقس تسمى بـ «ياللاجييام» تحتوي على أوامر مفصلة عمن يمكن أن يقوم بتلك العادة وعن تنظيف المرأة ووضعها ولباسها.

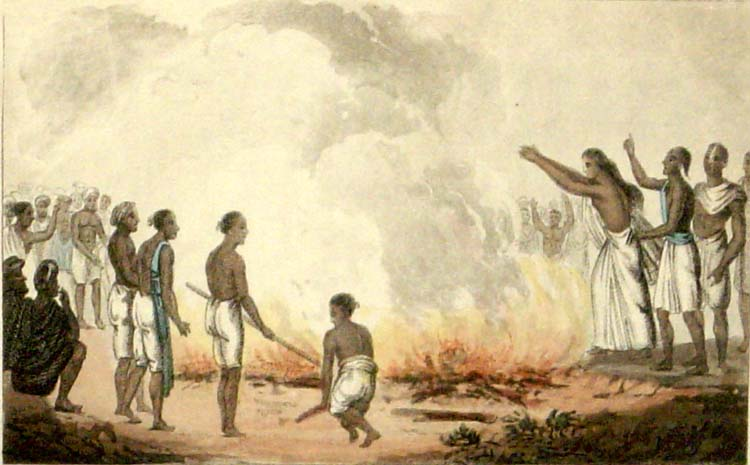
أرملة هندوسية تحرق نفسها مع جثة زوجها.

في بعض الجنازات الملكية تقدم عدة زوجات وجاريات للملك للموت، وهناك عدة أمثلة حول ذلك في تاريخ راجاستان.
أصبحت «ماهاراني راج راجشواري ديفي» وصية على عرش ابنها في نيبال في عام 1799، بعد تخلي زوجها عن الحكم ليتفرغ للعبادة، إلا أنه عاد للحكم في عام 1804، واغتاله أخوه في عام 1806، وبعد عشرة أيام، أجبرت أرملته على قتل نفسها بالستي.
في بعض المجتمعات الهندوسية، تضطجع المرأة بجانب زوجها الميت رمزيًا مع تقام بعض طقوس الزفاف والجنازة، لكن بدون قتل المرأة.
هناك طقس آخر يدعى «جوهور» ينتشر في راجاستان وماديا براديش، يتم بالانتحار الجماعي لجماعة ما يواجه هزيمة مؤكدة في معركة، حيث تنتحر النساء والأطفال وكبار السن والمرضى، في الوقت الذي يقاتل فيه الرجال في المعركة حتى الموت.
وفي بعض المجتمعات الهندوسية التي يدفن فيها الموتى، كان يتم دفن الأرملة حية مع زوجها في مراسم تشبه كثيرًا مراسم الستي.

## الانتشار
هناك سجلات توثق بعض حالات الستي في أغلب شبه القارة الهندية مع بعض الاختلافات حسب التاريخ والمناطق والمجتمعات.

### عدد الحالات
ليس هناك سجلات يعتمد عليها لتحديد عدد من مات بسبب الستي. تقدر سجلات شركة الهند الشرقية البريطانية فرع البنغال، مجموع حالات الستي في الفترة من عام 1813 إلى عام 1828 بـ 8135 حالة. ووفقًا لمصدر آخر يقدر العدد بـ 7941 حالة في الفترة من عام 1815 إلى عام 1828، أي بمعدل 507 إلى 567 واقعة مسجلة كل عام خلال تلك الفترة. كما يقدر راجا رام موهان روي أن عدد الحالات في البنغال يعادل عشرة أضعاف مجموع الحالات في باقي مناطق الهند، وقدر بنتينك في تقريره عام 1829، حالات الستي بـ 420 حالة في تلك السنة في المناطق الجنوبية في البنغال وبيهار وأوريسا، و44 حالة في المناطق الشمالية في سهل الغانج الأعلى.

### المجتمعات
كانت العادة حسب بعض المصادر أكثر انتشارًا بين الطبقات العليا، وبين من اعتبروا أنفسهم في أعلى السلم الاجتماعي. انتشرت الستي في الجنوب منذ القرن التاسع واستمر في عهد إمبراطورية فيجاياناغارا. كان مادهاراتشاريا وزير قصر الإمبراطورية أكثر شخصية تاريخية معروفة تبرر هذه الممارسة. واستمرت الممارسة بعض سقوط الإمبراطورية لكن بمعدل منخفض. هناك سجل عن وزير في مملكة ميسور أعطى الإذن لأرملة بممارسة الستي في 1805. وفي سهل غانج الأسفل استمرت تلك الممارسة بمعدلات عالية حتى وقت متأخر. وبحسب التقارير والأدلة المتوفرة، فإن الممارسة وصلت لأعلى مستوى في البنغال وبيهار في أواخر القرن 18 وأوائل القرن 19.

### حالات معاصرة
ما زالت الساتي تمارس بشكل محدود خاصة في الأماكن الريفية، وقد قدرت بـ 40 حالة تقريبًا منذ استقلال الهند في عام 1947، أغلبها في منطقة شخاواتي في راجاستان. إحدى أشهر تلك الحالات قامت بها رووب كانور في عام 1987، وكان عمرها 18 سنة. قامت بعدها السلطات في حكومة راجستان وبعدها حكومة الهند بوضع قانون لمنع الستي.
قامت فيدياواتي ذات الـ 35 عامًا في 18 مايو 2006 بقتل نفسها بالستي، حيث قفزت في محرقة زوجها في قرية راري بوجورغ في إقليم فاتحبور في ولاية أوتار برادش. كما احترقت أيضًا جاناكراني ذات الـ 40 عامًا في 21 أغسطس 2006 مع جثة زوجها في مقاطعة ساغار.

#### الوضع الحالي
هناك 30 حالة ستي أو محاولة ارتكاب ستي على مدار الأربع والأربعين عاما ما بين (1943 – 1987) في الهند، وقد بلغت الأرقام الرسمية 28. كانت إحدى الحالات الموثقة جيدا من عام 1987 هي لروب كانوار. وكرد على تلك الحادثة، تم تمرير المزيد من التشريع المناهض لممارسة الستي، أولا في داخل ولاية راجاستان، ومن ثم في شتى أنحاء البلاد بواسطة الحكومة المركزية للهند.
في عام 2002، ماتت امرأة تبلغ 65 عاما وتدعى كوتو بعدما جلست على محرقة جنازة زوجها في مقاطعة بانّا الهندية. في 18 مايو 2006، يزعم أن امرأة تبلغ 35 عاما قامت بالستي بالقفز في محرقة جنازة زوجها الملتهبة في قرية راري بيوجورغ بمقاطعة فاتحبور بولاية أوتار بارديش. في 21 أغسطس 2006، احترقت جاناكراني، وهي امرأة في سن الأربعين، حتى الموت في محرقة جنازة زوجها بيرم نارايان في مقاطعة ساغار، ولم يتم إجبار جاناكراني ولم يحثها أحد على ارتكاب تلك الواقعة. في 11 أكتوبر 2008، قامت امرأة تبلغ 75 عاما، وهي لالماتي فيرما، بالستي عندما قفزت إلى محرقة جنازة زوجها الذي مات وعمره 80 عاما في شيشير الواقعة في مقاطعة ريبور، وقد قتلت فيرما نفسها بعدما غادر المعزون المكان.
يجادل المختصون فيما إذا كانت هذه التقارير النادرة لقيام الأرامل بالستي مرتبطة بالثقافة أو أنها أمثلة على أمراض عقلية وحالات انتحار مثل تلك التي نجدها في شتى أنحاء العالم. في حالة روب كانوار، فإن دينيش بورغا تذكر أن هناك احتمالية أن حوادث الانتحار تلك قد تأججت بسبب «حالة من انعدام الشخصية نتيجة للحرمان الشديد»، وتضيف أنه من غير المحتمل أن كانوار كانت تعاني من مرض عقلي، ومن المحتمل أن الثقافة لعبت دورا. ومع ذلك، ففوقا لكلوتشي وليستر، فليس من بين تلك النسوة التي أظهرها الإعلام من خضعت لتقييم نفسي قبل الانتحار بالستي، وبذلك فليست هناك بيانات موضوعية للتأكد من كون الانتحار مدفوع بشكل رئيسي بالثقافة أو بمرض عقلي. وفقا لإنامدار، أوبيرفيلد، وداريل، فإن النساء اللاتي ينتحرن بالستي يكن في العادة بلا أطفال وكبيرات في السن، ويواجهن حياة بائسة فقيرة، وهو ما يندمج مع ضغط خسارة الإنسان الداعم الوحيد الذي قد يكون سبب انتحار الأرملة.

## التبرير والنقد
برر العلماء البرهمنيون في الألفية الثانية للميلاد ممارسة الستي، وقالوا إن الكتب المقدسة تبرر تلك الممارسة، حيث أكد العلماء أن الستي مفروض على المرأة الصالحة، وفسرت الممارسة على أنها ليست انتحارًا الذي تمنعه الكتب المقدسة. كما اعتبر عملاً صالحًا يغفر خطايا الزوجين ويضمن خلاصهما وأنهما سيعيشان معًا بعد الموت.

### كتب الشريعة الهندوسية
هناك تبريرات للستي في كتاب «فيشنو سمريتي»:
| ستي | إن من واجبات المرأة بعد موت زوجها، أن تحافظ على عفتها أو أن تصعد على كومة (حرق جثته) بعده. | ستي |

 كما أن هناك تبرير آخر في كتاب «بريهاسباتي سمريتي» الذي يعود للألفية الأولى.
أما في كتاب «مانو سمريتي» أحد أقدس كتب الشريعة الهندوسية، لم يرد ذكر الستي على الرغم من أنه يحض على رهبانية وتقشف دائمين لأغلب الأرامل.

### الكتب المقدسة
بالرغم من استناد تلك الممارسة إلى قصة الإلهة ستي التي كانت زوجة وقتلت نفسها بالنار، إلا أن ما فعلته لم يكن ستي لأنها لم تكن أرملة.
هناك قصص في «بورانا» عن نساء قتلن أنفسهن بالستي، كما أن ورد به أن الزوجة التي تموت مع زوجها ستبقى في السماء لسنوات بعدد شعره، وأنها ستبقى مع زوجها في السماء خلال حكم 14 إندرا.
وفي ملحمة رامايانا الشعرية، خلال حداد تارا على موت زوجها فالي أرادت فعل الستي. لكن هانومان وراما وفالي الذي كان يموت صدوها، لذا لم تحرق نفسها. وفي المهابهاراتا، قامت مادري زوجة باندو الثانية بحرق نفسها، وكانت تعتبر نفسها مسؤولة عن موت زوجها الذي كانت عليه لعنة الموت إذا ما مارس الجنس. مات باندو خلال ممارسته الجنس مع مادري التي لامت نفسها لموافقتها على الرغم من علمها باللعنة. وهناك مقاطع في «أثارفا فيدا»، تعطي نصائح للأرملة عند الحداد وعن حياتها كأرملة بما في ذلك زواجها من جديد.
كثيرًا ما يدعى أن أغلب النصوص القديمة تؤيد الستي، لكن هناك خلاف حول ذلك. أحد تلك النصوص التي تُنشد أثناء الدفن وليس حول جنازة حرق وهناك ترجمات مختلفة للنص. حسب الترجمة التالية هنك تأييد للستي:
| ستي | لتدخل تلك النساء التي لهن أزواج بارزين على قيد الحياة البيت والسمن (على أعينهن). لتحرق تلك الزوجات أنفسهن على أجساد أزواجهن بلا دموع وبدون حزن وفي كامل زينتهن. | ستي |

لا يذكر النص الأرامل، وهناك ترجمات مختلفة لكلمة حرق الجثة (حرفيًا مقعد أو مسكن). لكن الآية التالية لها تناقضها وهي عن الأرامل بوضوح وتقول إن المرأة يجب أن تعود لبيتها.
| ستي | قومي أيتها المرأة وتعالي لعالم الحياة. تعالي، هو ميت من يضطجع بجانبك. حياة الزوجية مع زوجك نصيبك فهو أخذ يدك وأحبك. | ستي |

أحد أسباب اختلاف الترجمة والتفسير للآية الأولى أن أحد الحروف في كلمة بيت غيرها قصدًا من يؤيد تبرير الكتب للستي إلى كلمة تعني النار.

### الانتقادات في الهندوسية
لم يكن هناك انتقادات للستي في الهندوسية أو البوذية أو الجاينية قبل عصر إمبراطورية جوبتا، لأن تلك الممارسة لم تكن معروفة بكثرة حينئذ. كان هناك انتقادات صريحة في الألفية الأولى، حيث اعتبر «مدهاتيثي» تلك الممارسة انتحارًا والذي حرمته «الفيداس»
| ستي | يجب أن لا يموت الشخص قبل أنتهاء مدة عمره. | ستي |

وفي عهد حكم هارشا، أدان «بانا» تلك الممارسة، واعتبرها انتحارًا وعملاً بدون معنى. مالت حركات بهاكتي والإصلاح في الهندوسية لمعاداة نظام الطبقات، ودعت للمساواة بين المجتمعات وأدانت بشكل عام ممارسة الستي. أدانها أيضًا الألفار في القرن الثامن، وحركة فيراشيفا في القرنين 12 و13. وفي بداية القرن 19، كتب رام موهن روي منتقدًا الستي، وقال إنه ليس من الهندوسية في حملة له لمنع تلك الممارسة.

### وجهات النظر والانتقادات غير الهندوسية
أدانت السيخية الممارسة بشكل صريح حوالي عام 1500 م. كان أهم الزوار الأجانب لشبه القارة الهندية قديمًا من غرب آسيا، ومعظمهم من المسلمين، ثم تلا ذلك الزوار الأوربيون. دهش هؤلاء الزوار من هذه الممارسة، ووصفوها أحيانًا بأنها مروعة، وأيضًا بأنها نابعة عن إخلاص. وصف ابن بطوطة أحد حالات الستي، لكنه قال أنه أغمي عليه، ولذا أبعد عن المشهد. رسم أوروبيون في القرن 18 عدة لوحات تظهر أرامل الستي كبطلات وقدوات.
مع ازدياد قوة الإسلام في الهند، تغيرت النظرة له واعتبر ممارسة همجية، وكانت أول محاولة من حكومة لإيقاف الممارسة كانت من قبل الحكام المسلمين ومنهم محمد بن تغلق.
غيّر أيضًا الأوروبيون نظرتهم، مع توليهم زمام السيطرة في الهند. كان البرتغاليون أول الأوروبيون سيطرة على مناطق في غوا. حاولوا بداية منع الممارسات والتقاليد المحلية، بما في ذلك الستي بنشر المسيحية في مناطق سيطرتهم. دخل البريطانيون الهند كشركة تجارة، ولم يعيروا اهتمامًا في البداية للممارسات المحلية. أصبحت ممارسة الستي أحد مبررات الاحتلال البريطاني للهند. عبّر الجنرال «تشارلز جيمس نابير» عن النظرة البريطانية لتلك الممارسة قائلاً:
| ستي | تقولون إن حرق الأرامل عادة لديكم. حسنًا، نحن أيضًا لنا عادة، أن الرجال عندما يحرقون امرأة حية نضع حبلاً حول أعناقهم ونشنقهم. ابنوا نيران حرق النعوش، وبجانبها سيبني نجارونا المشانق. اتبعوا عاداتكم وسنتبع عاداتنا. | ستي |

تساءلت «غاياتري سبيفاك» الأستاذة في جامعة كولومبيا في مقالة لها، حول ما إذا كانت الستي طريقة للتعبير عن النفس عند النساء اللاتي لا يستطعن إظهار استقلالهن بطريقة أخرى.

## مكافحة الستي

### عصر المغول
قام نصير الدين هومايون بإصدار قرار ضد الستي، لكنه سحبه فيما بعد. كما أمر جلال الدين أكبر بضرورة الحصول على إذن لممارسة الستي، وأمر المسؤولين بالمماطلة قدر المستطاع، لأن احتمال التنفيذ يصبح أقل مع مرور الوقت. وفي عهد شاه جهان، لم يسمح للأرامل اللاتي لهن أطفال بأن يحرقن أنفسهن تحت أي ظرف. وفي حالات أخرى، لم يعط الحكام الأذن بتلك الممارسة إلا بعد الحصول على رشوة. لاحقًا في عهد المغول، كانت الهدايا والرواتب والمساعدات تقدم للأرامل اللاتي يمكن أن يمارسن الستي، لتثبيطهن عن هذا الفعل، كما منع الأطفال من ممارسة هذا الطقس. تابع المغول وضع العقبات لممارسة الستي، لكنها استمرت خارج عواصمهم.
عارض الغورو ناناك أول غورو للسيخ الستي. كانت أقوى المحاولات لمنع تلك الممارسة من قبل أورنكزيب، الذي أصدر في عام 1663 أمرًا في كل الأراضي التي يسيطر عليها المغول بأن لا يُسمح لأي امرأة بأن تحرق، ورغم ذلك استمرت تلك الممارسة خاصةً في أوقات الحروب والأزمات.

### مناطق السيطرة البريطانية والأوروبية
مع نهاية القرن 18، كانت الستي قد منعت في المناطق الخاضعة لسيطرة الأوروبيين. فقد منعها البرتغاليون في غوا عام 1515 تقريبًا، رغم عدم انتشارها الكبير هناك. كما منعها الهولنديون والفرنسيون في تشينسورا وفي بونديتشيري. لكن البريطانيون الذين حكموا أغلب شبه القارة والدنماركيون الذين حكموا إقليم سيرامبور، سمحوا بالممارسة حتى القرن 19.
كانت هناك محاولات للحد من الممارسة أو منعها من قبل ضباط بريطانيين في القرن 18 بشكل شخصي وبدون دعم شركة الهند الشرقية. حدث أول منع بريطاني رسمي في عام 1798، في مدينة كلكتا فقط مع استمرار الممارسة في المناطق المجاورة. ومع نهاية القرن 18، بدأت الكنيسة في بريطانيا وأفرادها في الهند بحملات ضد الستي، وكان من قواد هذه الحملات ويليام كاري وويليام ويلبرفورس اللذان دفعهما لذلك الرغبة في تحويل الهنود للمسيحية. ضغطت هذه الحركات لمنع الممارسة وبدأت رئاسة البنغال بجمع أرقام عن هذه الممارسة في عام 1813.
ومنذ حوالي عام 1812، بدأ المصلح البنغالي راجا راموهان روي حملة ضد الممارسة دفعه لذلك رؤية قريبة له ترتكب الستي. وقام بزيارة أراضي حرق الجثث لإقناع الأرامل بعدم حرق أنفسهن، وأسس جماعات مراقبة لذلك، وكتب مقالات تظهر أن الكتب المقدسة لا تفرض الستي.

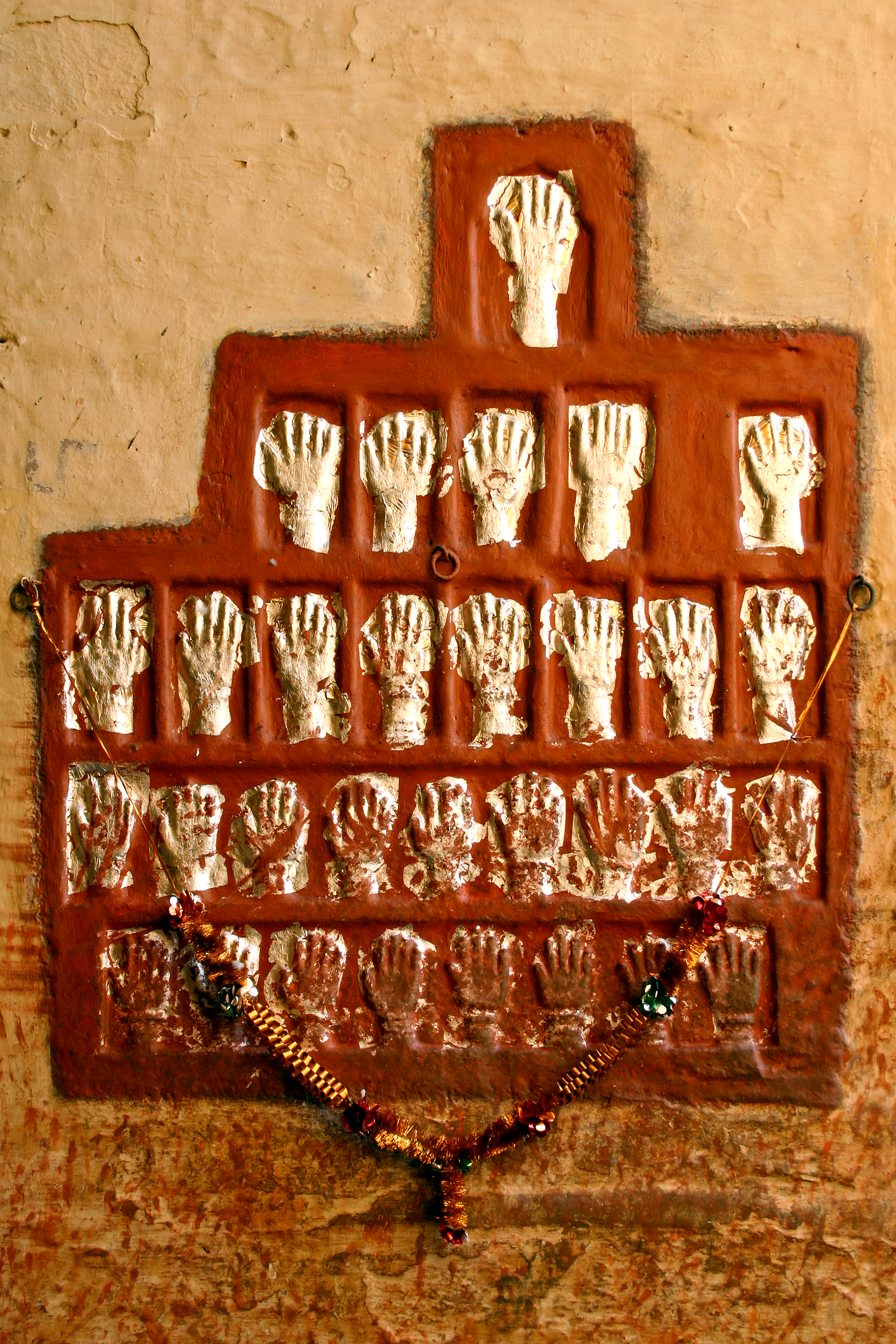
ضريح لزوجات المهاراجات اللاتي ارتكبن الستي

قامت رئاسة البنغال رسميًا بمنع الستي في 4 ديسمبر 1829 في أراضيها بقرار من حاكمها لورد ويليام بنتينك. لكن المنع عورض في المحاكم، ووصلت المعارضة لمجلس المشورة الملكي البريطاني في لندن، لكن المنع أوكد في عام 1832. قامت أقاليم أخرى تابعة لشركة الهند الشرقية بالمنع بعد مدة قصيرة.
بقيت الممارسة قانونية في الولايات الأميرية بعد منعها في المناطق الخاضعة لبريطانيا، وكانت آخر ولاية تمنعها هي ولاية جايبور في عام 1846. استمرت ممارسة الستي في نيبال حتى القرن العشرين، كما ظلت تستخدم في جزيرة بالي الإندونيسية حتى عام 1905، عندما منعتها سلطات الاحتلال الهولندي للجزيرة.

### العصر الحديث
بعد صرخات معارضة، اتخذت قرارات جعلت من متابعة الستي أمرًا غير قانونيًا، ولا يفرق القانون الحالي بين من يشاهد الفعل ومن يحرض عليه ويساوي في إدانة المتفرج والمحرض. هناك أيضًا ما يمنع تمجيد الأرامل اللاتي يرتكبن الستي. ويدخل في التمجيد تشجيع الزوار لزيارة أماكن الحرق وكسب المال من تلك المواقع وزوارها.
وبعد الضجة التي تلت انتحار رووب كانور التي أحرقت نفسها، قامت الحكومة الهندية بوضع قانون لمنع الستي في 1 أكتوبر 1987. كما صدر قانون آخر لمنع الستي في 1987، جعل تمجيد أو محاول فعل الستي أو تشجيعه أمرًا غير قانوني. وأصبح من غير القانوني إجبار شخص على فعله، ويعاقب على ذلك بالموت أو السجن مدى الحياة. أما من يمجد الستي، فيعاقب بالسجن لمدة تتراوح بين سنة إلى سبع سنوات، لكن لا تطبق عادةً هذه العقوبات. كما منعت ممارسات معينة مثل التعبد عند الأضرحة القديمة، مما أثار جدالاً، لذلك قام المجلس الوطني للنساء في الهند باقتراح تعديلات للقانون والتخلص من بعض الأخطاء فيه.

## مواقع خارجية
- صعوبة الحياة الأرامل في الهند
- انتحار الأرملة